# Varneville-Bretteville
Varneville-Bretteville är en kommun i departementet Seine-Maritime i regionen Normandie i norra Frankrike. Kommunen ligger i kantonen Tôtes som tillhör arrondissementet Dieppe. År 2022 hade Varneville-Bretteville 326 invånare.

## Befolkningsutveckling
Antalet invånare i kommunen Varneville-Bretteville
| Referens: INSEE |